# Bidjigué I
Bidjigué I est un village du Cameroun situé dans le département du Haut-Nyong de la région de l'Est, précisément au niveau de l'arrondissement (commune) Bebend.

## Population
En 2005, le village comptait 389 habitants, dont 192 sont des hommes et 197 des femmes.